# Hypericum gaitii
Hypericum gaitii är en johannesörtsväxtart som beskrevs av Henry Haselfoot Haines. Hypericum gaitii ingår i släktet johannesörter, och familjen johannesörtsväxter. Inga underarter finns listade i Catalogue of Life.